# Cinolazepam
Cinolazepam (comercializado sob a marca Gerodorm)  é um medicamento derivado das benzodiazepinas. Possui propriedades ansiolíticas, anticonvulsivantes, sedativas e relaxantes musculoesqueléticas. Devido às suas fortes propriedades sedativas, é usado principalmente como hipnótico . 
Foi patenteado em 1978 e entrou em uso médico em 1992. Cinolazepam não está aprovado para venda nos Estados Unidos ou Canadá.